# Светско првенство у биатлону 2013 — штафета за жене
Дисциплина штафета за жене на 46. Светском првенству у биатлону у Нове Мјесто у Моравској, Чешка Република одржано је 15. фебруара 2013. године.
Учествовало је 25 штафета на стази дугој 4 х 6 км.
Трка је бодована и за Светски куп 2012/13.у биатлону.

## Рерзултати
Трка је одржана 17:15.
| №   | СБ | Земља                                                                                       | Време                                     | Промашаји (Л+С)                         | Заостатак |
| --- | -- | ------------------------------------------------------------------------------------------- | ----------------------------------------- | --------------------------------------- | --------- |
|     | 1  | Норвешка · Хилде Фене · Ан Кристин Флатланд · Синеве Солемдал · Тора Бергер                 | 1:08:11,0 17:18,1 17:29,1 16:53,5 16:30,3 | 0+2 1+7 0+2 1+3 0+0 0+2 0+0 0+1         |           |
|     | 4  | Украјина · Јулија Џима · Вита Семеренко · Ваљ семеренко · Олена Пидрушна                    | 1:08:18,0 16:49,5 17:03,3 17:12,6         | 0+3 0+2 0+0 0+1 0+2 0+0 0+1 0+0 0+0 0+1 | +7,0      |
|     | 7  | Италија · Доротеа Вијерер · Никол Гонтијер · Микела Понца · Карин Оберхофер                 | 1:08:22,6 16:30,8 17:07,7 17:48,5 16:55,6 | 0+2 0+2 0+0 0+0 0+2 0+0 0+0 0+2 0+0 0+0 | +11,6     |
| 4.  | 2  | Русија · Јекатерина Глазирина · Олга Зајцева · Јекатерина Шумилова · Олга Вилухина          | 1:08:40,0 16:30,3 17:06,8 18:04,1 16:58,8 | 0+0 0+7 0+0 0+1 0+0 0+2 0+0 0+3 0+0 0+1 | +29,0     |
| 5.  | 3  | Немачка · Франциска Хилдебранд · Миријам Геснер · Лаура Далмајер · Андреа Хенкел            | 1:08:41,9 16:57,4 17:05,2 16:59,5 17:39,8 | 0+4 0+7 0+0 0+3 0+3 0+2 0+0 0+0 0+1 0+2 | +30,9     |
| 6.  | 5  | Француска · Ане Бескон · Софи Буале · Мари Лор Бруне · Мари Дорен Абер                      | 1:08:47,7 16:42,9 17:41,7 17:23,3 16:59,8 | 0+4 0+9 0+0 0+3 0+2 0+1 0+2 0+2 0+0 0+3 | +36,7     |
| 7.  | 8  | Белорусија · Надежда Скардино · Људмила Калинчик · Настасија Дубарезава · Дарија Домрачева  | 1:09:13,2 16:32,3 17:14,4 18:27,4 16:59,1 | 1+5 0+2 0+0 0+0 0+1 0+0 1+3 0+1 0+1 0+1 | +1:02,2   |
| 8.  | 10 | Словачка · Јана Герекова · Анастасија Кузмина · Мартина Храпанова · Паулина Фијалкова       | 1:10:11,3 16:30,9 17:05,7 18:15,5 18:19,2 | 0+7 0+7 0+1 0+2 0+3 0+2 0+2 0+1         | +2:00,3   |
| 9.  | 6  | Пољска · Кристина Палка · Магдалена Гвиздоњ · Моника Хојниш · Вероника Новаковска-Земњак    | 1:10:31,3 16:20,9 17:59,6 18:30,6 17:40,2 | 1+7 0+6 0+2 0+0 1+3 0+3 0+1 0+2 0+1 0+1 | +2:20,3   |
| 10. | 9  | Чехословачка · Вероника Виткова · Габријела Соукалова · Јитка Ландова · Баербора Томашова   | 1:11:05,7 16:20,8 17:03,1 18:50,0 18:51,8 | 0+3 2+7 0+1 0+0 0+1 0+1 0+0 1+3 0+1 1+3 | +2:54,7   |
| 11  | 16 | САД · Анелис Кук · Сара Студебејкер · Сузан Данкли · Hanah Dressigacker                     | 1:11:15,5 17:37,5 17:54,5 16:59,0 18:44,5 | 1+6 0+4 0+2 0+3 0+1 0+0 0+0 0+0 1+3 0+1 | +3:04,5   |
| 12  | 18 | Канада · Розана Крофорд · Megan Heinicke · Audrey Vaillancourt · Зина Кочер                 | 1:11:26,2 16:43.3 17:56,7 18:26,0 18:20,2 | 1+6 0+7 0+2 0+1 0+0 0+3 0+1 0+3 1+3 0+0 | +3:15,2   |
| 13  | 20 | Швајцарска · Елиза Гаспарин · Селина Гаспарин · Patricia Jost · Аита Гаспарин               | 1:12:11,6 16:52,7 17:27,7 18:48,4 19:02,8 | 0+2 0+5 0+0 0+0 0+0 0+3 0+1 0+1         | +4:00,6   |
| 14  | 12 | Казахстан · Јелена Хрусталева · Дарја Усанова · Алина Рајикова · Марина Лебедева            | 1:12:14.9 17:51.7 17:38.9 18:35.2 18:09.1 | 0+4 0+2 0+2 0+2 0+1 0+0 0+0 0+0 0+1 0+0 | +4:03.9   |
| 15  | 11 | Шведска · Елизабет Хегберг · Ана-Карин Стремстед · Алин Матсон · Ингела Андерсон            | 1:12:26.8 16:34.4 18:48.9 18:14.1 18:49.4 | 0+1 1+7 0+0 0+0 0+1 1+3 0+0 0+2         | +4:15.8   |
| 16  | 19 | Кина · Tang Jialin · Zhang Yan · Song Chaoqing · Ma Wei                                     | 1:12:27,6 17:50.8 17:32.9 18:39.9 18:24.0 | 0+6 1+7 0+2 1+3 0+0 0+1 0+2 0+2 0+2 0+1 | +4:16.6   |
| 17. | 24 | Словенија · Теја Грегорин · Андреја Мали · Дијана Равникар · Лили Дрчар                     | 1:12:29,3 16:29,4 17:29,2 18:46, 19:44,6  | 0+4 0+3 0+0 0+1 0+2 0+0 0+2 0+1         | +4:18,3   |
|     | 14 | Бугарска · Емилија Јорданова · Нија Димитрова · Десислава Стојанова · Стефани Попова        | Круг 17:28,8 17:58,3 19:18,7              | 0+3 1+8 0+1 0+2 0+0 0+0 0+2 1+3 0+0 0+3 |           |
|     | 15 | Аустрија · Ирис Швабл · Романа Шремпф · Катарина Инерофер · Лиза Тереза Хаузер              | Круг 17:06,0 19:08.5 18:49,8              | 0+4 3+7 0+1 0+0 0+3 2+3 0+0 1+3 0+0 0+1 |           |
|     | 17 | Естонија · Кадри Лехтла · Kristel Viigipuu · Johanna Talihärm · Grete Gaim                  | Круг 17:15,2 18:50,4 18:34,7              | 0+2 0+8 0+0 0+2 0+0 0+3 0+0 0+2 0+2 0+1 |           |
|     | 22 | Финска · Мари Лауканен · Сана Марканен · Анука Силтакорпи · Кајса Мекерејнен                | Круг 17:46,6 19:40,6 20:17.7              | 0+4 0+8 0+2 0+3 0+2 0+2 0+0 0+3 0+0 0+0 |           |
|     | 23 | Јапан · Фујуко Сузуки · Arisa Goshono · Јуки Накајама · Itsuka Owada                        | Круг 17:52.2 19:31.4 19:45.0              | 0+5 0+5 0+1 0+2 0+0 0+0 0+2 0+3 0+2 0+0 |           |
|     | 25 | Литванија · Дијана Расимовицијуте · Наталија Кочергина · Marija Kaznacenko · Каролина Банел | Круг 17:22,2 19:45,1 20:26,9              | 3+8 1+8 0+0 1+3 2+3 0+2 1+3 0+1 0+2 0+2 |           |
|     | 21 | Јужна Кореја · Jo In-Hee · Kim Seon-Su · Park Ji-Ae · Hwang Hye-Suk                         | Круг 18:51.3 20:42.5 20:06.4              | 1+6 0+6 0+1 0+0 1+3 0+1 0+0 0+2 0+2 0+3 |           |
|     | 13 | Румунија · Река Ференц · Ева Тофалви · Луминица Пишкоран · Orsolya Tófalvi                  | ДИСК 16:49,2 17:18,9 17:34,5 19:25,9      | 0+0 0+0 0+1 0+1 0+0 0+0 0+1 0+2         |           |